# フリー聖餐
フリー聖餐（ふりーせいさん）とは、キリスト教の聖餐論で、洗礼を受けているか受けていないか、またキリスト教信仰の有無に関わらずに、礼拝参加者に聖餐に与からせること。公開聖餐、未受洗者配餐とも言う。オープン聖餐（オープン・コミュニオン）とは、必ずしも同義ではない。

## 日本での議論
日本基督教団では教会派がフリー聖餐を非難してこれを「聖餐の乱れ」と呼んで問題にしており、2007年の第35総会において、山北宣久教団総会議長は、フリー聖餐を行った日本基督教団紅葉坂教会の北村慈郎牧師に対して「教師退任勧告決議案」を出し、東神大教授の山口隆康は「日本基督教団紅葉坂教会における違法な聖礼典の執行の問題」と題して講演をし、キリスト新聞紙上でフリー聖餐の擁護派の小中陽太郎と反対派の東神大教授芳賀力が論争するなど、聖餐を巡る対立が続いていたが、北村は2010年1月26日、牧師職免職の戒規処分となった。

## 根拠

### 肯定論
否定論派の芳賀力によれば、フリー聖餐肯定論の主張は概ね以下のようなものである。
また、世界教会協議会のエキュメニカル運動の中で、一部の人たちが「神ご自身が教会を飛び越して、直接世界にさまざまな仕方で働きかけておられ、教会はただその神の宣教に参加しているだけだ」と考えるべきという主張をしており、聖餐の行為自体が神の宣教への参与なのだから、未受洗者に陪餐してもらうことが伝道であり、それが世界の趨勢だという主張もある。
富田正樹は、フリー聖餐を肯定する論述の中で、「人間には贖いが必要ではない」と述べている。

### 否定論
2006年6月27日、日本基督教団の信仰職制委員会は、教規第135条「信徒は、陪餐会員および未陪餐会員に分けて登録しなければならない。ただし、未陪餐会員のない教会ではこの限りでない。」および第138条(1)「未陪餐会員とは、幼児で父母の信仰に基づきバプテスマを領し、まだ聖餐に陪しえない者をいう。」、第136条「陪餐会員とは、信仰を告白してバプテスマを領した者、または未陪餐会員で堅信礼または信仰告白式を了した者をいう。」を根拠に、未受洗者が聖餐に与ることはできず、未受洗者への配餐を教会総会および教会役員会で決議した場合、教規に違反する決議となるため無効である、と答申した。
これは、日本基督教団の教憲教規に照らし合わせての判断であり、東野尚志は「どうしても、この一致の要を共有できないのであれば、新しい教団を造ればよいのである。それを妨げるものは地上には存在しない。」と述べた。

## 司式
教会によっては、聖餐式において、配餐に先立ち、コリントの信徒への手紙一11章23節-29節を朗読している。
しかしフリー聖餐派は、11章の20節から34節までを広範囲に読み、「当時のコリント教会では、聖餐は貧困者に対する炊き出しを兼ねていたものであった。しかし食べ物に困ってない人が食事を独占することによって、貧困者が食事にありつけないことがあったので、パウロはこれを戒めたに過ぎない」と解釈し、「ふさわしくないものは聖餐を受けられない」とするのは、聖句の一部を恣意的に抜き出した解釈であるとしている。
フリー聖餐派の教会では、この「コリント人への手紙一」を朗読することはなく、「この場に集った人は、集おうという意思をもった時点でみな聖餐を受けられる」「神の恵みは一方的に受けられるものであり、資格が必要であるとすれば、それは恵みではなく報酬になってしまう」などの文句を使用し、すべての会衆にパンとぶどう酒を分け与えている。